# ガガーリン (ジザフ州)
ガガーリン (ラテン文字:Gagarin、ウズベク語: Gagarin / Гагарин、ロシア語: Гагарин) はウズベキスタン・ジザフ州の都市である。州都のジザフからは北東に約65kmの位置にある。2012年の人口は27,423人となっている。

## 概要
1974年に都市として設立された。 街の主な産業は製綿業である。街にはジザフからタシュケントへと向かうウズベキスタン鉄道の駅がある。